# Schleswig-Holsteinischer Fußball-Verband 1906
Der Schleswig-Holsteinische Fußball-Verband (SHFV) war ein Fußballverband im nördlichen Teil des heutigen Bundeslandes Schleswig-Holstein (damals überwiegend preußische Provinz) und ist nicht mit dem heutigen Landesverband dieses Namens zu verwechseln.

## Geschichte

### Datenlage nach Luy
Der SHFV wurde nach Udo Luy am 11. November 1906 in Schleswig durch die folgenden sechs Vereine gegründet: SC Angeln Süderbrarup, FC Cimbria Itzehoe, Heider FC 1905, 1. Schleswiger FV 1906, FC Unitas 1906 Husum und SC Nordmark Hadersleben. Mit Ausnahme der Itzehoer gab es danach keine Mitgliedsvereine südlich des Kaiser-Wilhelm-Kanals. Die Klubs aus Kiel und einige weitere aus dem Landesteil Holstein spielten im Verband Kieler Ballspielvereine (mit zuletzt auch einer Lübecker Staffel), der bereits seit 1905 dem neu gegründeten Norddeutschen Fußball-Verband (NFV) angehörte.
Die nach Luy sechs SHFV-Vereine wurden aus räumlichen Gründen in eine West- und Ostklasse eingeteilt. Im Westen spielten die Mannschaften aus Husum, Heide und Itzehoe und im Osten die aus Schleswig, Süderbrarup und Hadersleben.

### Datenlage nach RSSSF
Nach Datenlage der Rec.Sport.Soccer Statistics Foundation (RSSSF) waren zusätzlich zu den von Luy genannten Vereinen in der Oststaffel der FC Rendsburgia Rendsburg und in der Weststaffel FC Alemannia 1904 Wilster mit dabei, also waren es danach insgesamt acht Vereine mit einem zweiten Verein südlich des Kaiser-Wilhelm-Kanals (Rendsburg liegt überwiegend nördlich des Kanals). Alemannia Wilster war jedoch im Frühjahr 1905 (sic) bereits dem NFV beigetreten. Eine Doppelmitgliedschaft ist äußerst unwahrscheinlich und nicht belegt.

### Datenlage nach Nicoletti
Claudio Nicoletti gab auf seiner Archivseite oben (Stand: November 2023) die von der RSSSF genannten acht Vereine an. Dieser Eintrag ist inzwischen (Stand: November 2024) gelöscht. Nicoletti führte und führt auch weiterhin aber auf selbiger Archivseite unten (im Gegensatz zu oben) nur die sechs von Luy genannten Vereine auf (und Angeln Süderbrarup als Fishing Süderbrarup).

### Datenlage nach Cassel
Tim Cassel schreibt in seiner Dissertation über die Anfänge des schleswig-holsteinischen Fußballsports, dass die Vereine dieses Verbandes „hauptsächlich...“ aus „...den Städten Schleswig, Flensburg, Rendsburg, Hadersleben, Husum, Heide, Marne und Wilster“ kamen, erwähnt aber auch die beiden Siege von Schleswig 06 gegen den SC Angeln Süderbrarup: das 15:0 am 1. Oktober 1906 auf der Freiheit in Schleswig und das 3:0 im Rückspiel in Süderbrarup am 21. Oktober 1906. Das genaue Gründungsdatum des Verbandes sei, so Cassel, nicht bekannt. Nach seinen Angaben müsste zumindest auch ein Verein aus Flensburg Mitglied des Verbandes gewesen sein und die Verbandsgesamtanzahl aus mindestens neun Vereinen bestanden haben. Cassel erwähnt hierzu ein Spiel von Schleswig 06 gegen einen Flensburger FC im Jahre 1906 und vermutet, dass es sich beim FFC um einen Vorgängerverein von Flensburg 08 handeln könnte. Der Rendsburger Verein in der Oststaffel dürfte nach Cassel der Rendsburger MTV  von 1859 mit seiner vorübergehend existenten Fußballsparte gewesen sein. Teilnehmer aus Marne war Cassel zufolge die Fußballsparte des Marner Turnvereins von 1862. Itzehoe erwähnt er nicht; aus dem Bereich südlich des Kaiser-Wilhelm-Kanals war demnach Alemannia Wilster Teilnehmer.

### Weitere Hinweise zur Datenlage
- Nach den Privataufzeichnungen von Julius Quedens, einem Gründungsmitglied von Schleswig 06, die Tim Cassel zitiert und auf die er sich teilweise auch beruft, bestand die Westklasse aus Vereinen aus Heide, Husum, Marne und Wilster, die Ostklasse aus Vereinen aus Schleswig, Flensburg, Rendsburg und Hadersleben.[15] Hiernach waren es acht Vereine ohne den SC Angeln Süderbrarup und den FC Cimbria Itzehoe.

- Vereine aus Itzehoe, Heide, Schleswig und Husum waren auf dem Verbandstag zur Auflösung des SHFV im August 1907 nach einem Bericht der Neuen Hamburger Zeitung vertreten.[16] Demnach gehörte ein Itzehoer Verein dem Verband an.

- In der Beschreibung einer alten Postkarte des ehemaligen Vereins Cimbria Itzehoe ist angegeben, dass Cimbria und sieben weitere Vereine den SHFV gegründet hätten.[17]

- Bei „Mein Marne.de“ werden als Teilnehmer Schleswig 06, Flensburg 08[18] und Alemannia Wilster sowie Mannschaften aus Husum, Heide, Meldorf, Marne, Itzehoe und Rendsburg genannt.[19]

## Genannte Vereine
Staffel West: FC Unitas 1906 Husum, Heider FC 1905, FC Cimbria Itzehoe, FC Alemannia 1904 Wilster, Marner Turnverein von 1862, (unbenannter Verein aus Meldorf)
Staffel Ost: Schleswiger FV 1906, SC Nordmark Hadersleben, SC Angeln Süderbrarup, Flensburger FC, FC Rendsburgia Rendsburg, Rendsburger MTV von 1859
 fett die einheitlich direkt genannten oder zumindest angedeuteten Teilnehmer

## Meister des Schleswig-Holsteinischen Fußball-Verbandes
Das Endspiel um die Meisterschaft trugen die beiden Staffelersten auf der Schleswiger Freiheit am 10. März 1907 aus; dabei kam es laut RSSSF und Cassel (Seite 136) zu einem 4:0-Sieg des Schleswiger FV 1906 gegen FC Unitas 1906 Husum.
Saison 1906/07:
Schleswiger FV 06
Schleswig 06 verzichtete anschließend aus finanziellen Gründen, das angesetzte Viertelfinalspiel der Endrunde um die Norddeutsche Fußballmeisterschaft 1906/07 gegen den Verband-Kieler-Ballspielvereine-Meister Holstein Kiel auszutragen.

## Auflösung des Verbandes
Auf dem IV. ordentlichen Verbandstag des NFV am 30. und 31. März 1907 wurde der Schleswig-Holsteinische Fußball-Verband in den regionalen Verband aufgenommen und als dessen Bezirk I (Schleswig) neu definiert. Hadersleben ist am 13. Juni 1907 aus dem Verband ausgetreten, die Vereine aus Nordschleswig haben dem NFV fortan nicht mehr angehört, sondern waren im 1903 gegründeten Nordslesvig Fælles-Idrætsforening organisiert, der 1920 oder 1921 in Sønderjysk Idrætsforening umbenannt wurde. Aufgelöst wurde der SHFV von 1906 schließlich auf einem Verbandstag im August 1907 (s. o.).

## Verweise
1. ↑  Quellen zufolge wurde der Verband auch als Schleswig-Holsteinischer Fußball-Bund und Schleswig-Holsteinischer Fußballverband (so bei Cassel) bezeichnet.
2. ↑  Fraglich ist, ob Rendsburgia schon 1906/07 bestand. In  der Lokalpresse ist der Verein erstmals 1913 erwähnt. Im selben Jahr trat er nach Luy auch dem NFV bei.
3. ↑  rsssf
4. ↑  Sport im Wort berichtet am 28. Mai 1905 vom „erste(n) Spiel nach dem NFV-Beitritt“; aber es sind keine Punktspiele von Alemannia Wilster im NFV vor 1907 ermittelbar, in der Vereinschronik des Vereins heißt es „1906 wurde der Bezirk 1 Schleswig funktionsfähig, und daran hatte der SV Alemannia Wilster, durch die Durchführung der Werbespiele in den verschiedenen Städten, großen Anteil“ und „Von 1906-1910 war „Alemannia“ wohl der stärkste Verein im Bezirk“ (Vereinschronik)
5. ↑  Nicoletti 1906-1907
6. ↑  Tim Cassel, Seite 131
7. ↑  Tim Cassel, Seite 129
8. ↑  Tim Cassel, Seite 131
9. ↑  zu dem auch ein Foto existiert
10. ↑  Tim Cassel, Seite 134
11. ↑  Tim Cassel, Seite 133 f.
12. ↑  die Fußballsparte wurde dem Rendsburger MTV noch im Jahre 1906 von der Deutschen Turnerschaft untersagt
13. ↑  Tim Cassel, Seite 135
14. ↑  der Marner Turnverein ist heute vor allem durch seine Handballsparte bekannt; die Damen spielten in den 1990er Jahren in der 2. Bundesliga, teils als Marner TV, teils als HSG Marne/Brunsbüttel.
15. ↑  Tim Cassel, Seite 133, 135
16. ↑  Neue Hamburger Zeitung vom 23. August 1907, Seite 15
17. ↑  hier
18. ↑  gemeint sein dürfte ein Vorgängerverein von Flensburg 08
19. ↑  hier, Abschnitt „1914 Fußballmannschaft des SV Alemannia Wilster“
20. ↑  Tim Cassel, Seite 135 f.
21. ↑  Tim Cassel, Seite 182
22. ↑  Holstein Kiel hatte lt. Ang. zuvor das Endspiel des Kieler Verbandes gegen den Lübecker Staffelmeister BC 1903 Lübeck 5:0 gewonnen
23. ↑  Es existieren keine Hinweise darauf, dass die Vereine aus Nordschleswig, die im Arbeitersport (ATSB) organisiert blieben - wie die Freie Turnerschaft Apenrade - über Fußballsparten verfügten.